# 카모테스 제도
카모테스 제도(Camotes Islands)는 필리핀 카모테스해에 있는 여러 섬으로 이루어진 군도이다. 총 면적은 236.36 제곱킬로미터 (91.26 mi2)이다. 이 군도는 세부섬 동쪽, 레이테섬 남서쪽, 보홀섬 북쪽에 위치한다. 세부에서 34 해리 (63 km; 39 mi) 떨어져 있으며 세부주의 일부이다. 2020년 인구 조사에 따르면 인구는 109,278명이다.  인구는 1990년 이후 42.5% 증가했으며, 이는 연간 성장률 1.19%에 해당한다.
폰손섬 북쪽 끝에서 레이테 남부까지 가장 가까운 육지까지의 거리는 약 7.2 킬로미터 (4.5 mi; 3.9 nmi)이다. 콘수에로 항구에서 다나오까지는 직선 거리로 32 킬로미터 (20 mi; 17 nmi)이다. 파시한 남부에서 보홀까지는 약 47 킬로미터 (29 mi; 25 nmi)이다.
때로는 "남쪽의 잃어버린 지평선"으로도 알려져 있으며, 최근 몇 년 동안 카모테스는 방문객과 관광객이 증가하고 외국인 거주자 공동체가 성장하고 있다. 육지의 자연 명소 외에도 섬 주변에는 여러 다이빙 장소가 있다.

## 지리

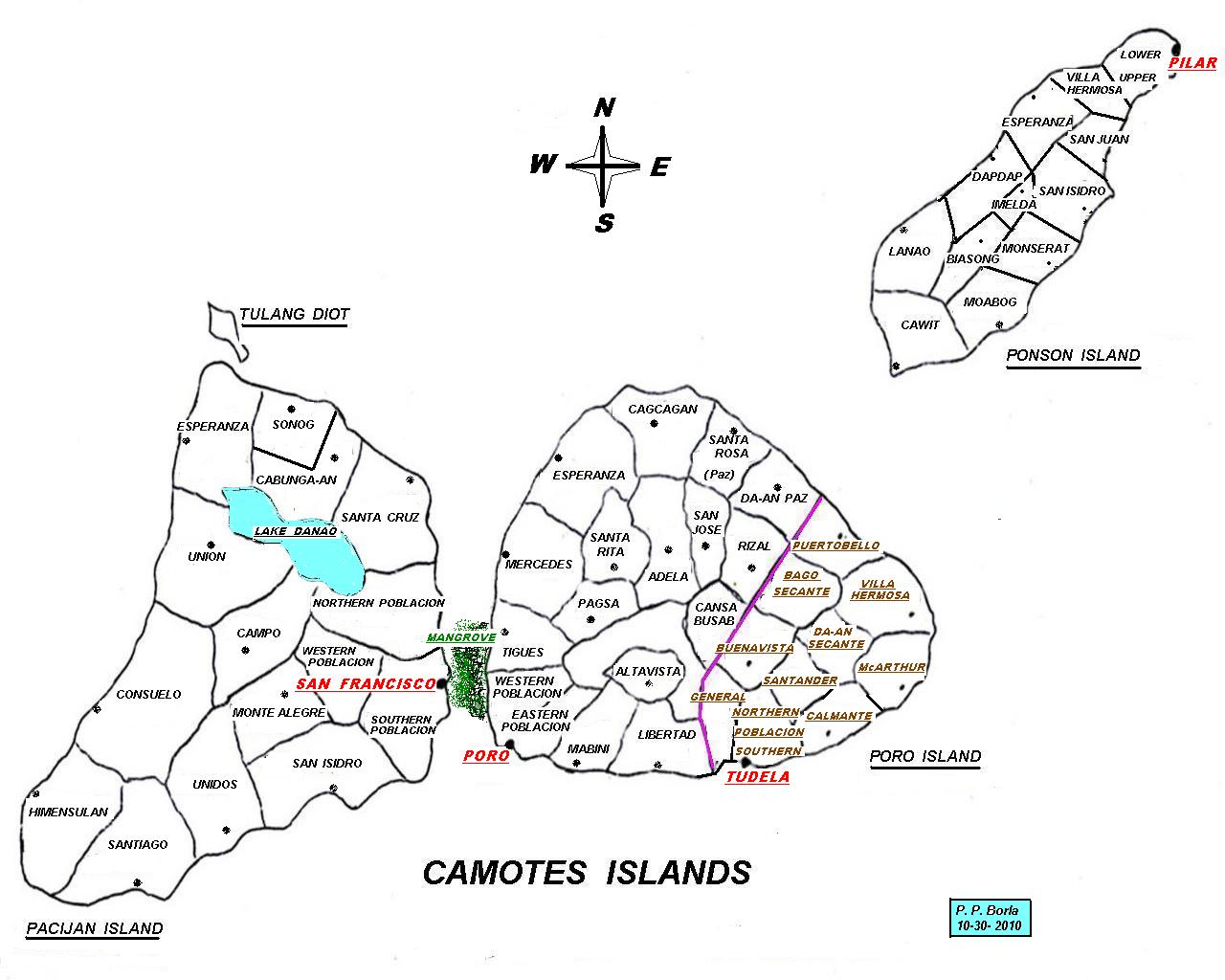
카모테스 제도, 지방자치단체 및 바라가이

카모테스 제도는 세 개의 주요 섬과 하나의 작은 섬으로 구성되어 있으며, 네 개의 지방자치단체로 나뉜다. 포로섬에는 포로와 투델라 지방자치단체가 있다. 파시한섬의 유일한 지방자치단체는 산프란시스코이다. 폰손섬의 유일한 지방자치단체는 필라르이다. 툴랑섬은 작은 섬이며 산프란시스코의 일부이다. 파시한과 포로의 주요 섬은 1.5-킬로미터-long (0.93-마일) 길이의 둑길로 연결되어 있다. 폰손은 카위트 해협을 건너 포로에서 북동쪽으로 약 four 킬로미터 (2.5 mi) 떨어져 있다. 툴랑은 파시한 북쪽으로 가까운 거리에 위치한다.

카모테스는 낮은 지형에 몇 개의 언덕이 있으며, 일부는 통신 중계소로 사용된다. 가장 높은 지점은 포로에 있는 알타비스타로, 해발 388 미터 (1,273 ft)이다. 파시한에는 다나오호라는 큰 호수가 있으며, 650 헥타르 (1,600 ac)로 주에서 가장 큰 민물 호수이다.

### 언어
주요 언어는 세부아노어이며, 그 다음으로 영어와 필리핀어가 사용된다. 학생들은 세 가지 언어를 모두 배운다.
포로아논어 또는 카모테스 비사얀어는 포로읍에서만 사용되며, 비사야 제도에서 가장 멸종 위기에 처한 언어 중 하나이다. 이 언어는 필리핀어 위원회에 의해 세부아노어(비사야)와는 다른 언어로 분류되며, 포로아논족의 문화와 예술에 필수적이다.
이 방언은 카모테스 제도의 나머지 지역과 세부주, 북부 민다나오 및 비사야 제도의 다른 지역에서 사용되는 언어와 매우 유사하다. 포로아논어는 현지인들이 /y/ 소리를 /z/로 대체하는 방식에서 구별된다. 예: 세부아노어의 maayong buntag (좋은 아침)은 포로아논어에서는 maazong buntag로, na-a diha (세부아노어)는 ara dira (포로아논어)로 바뀐다.

## 교통
| 페리 |                                                     |                                                                     |
| 섬 주변에 여러 항구가 있다: |                                                     |                                                                     |
| 페리 교통 | 포로는 세부에서 오는 페리가 도착하는 주요 항구이다. | 포로는 세부에서 오는 페리가 도착하는 주요 항구이다.                 |
| 페리 교통 | 콘수에로, 다나오와 라푸라푸 서비스용                | 콘수에로, 다나오와 라푸라푸 서비스용                                |
| 페리 교통 | 필라르, 오르모크 및 레이테행                        | 필라르, 오르모크 및 레이테행                                        |
| 페리 교통 | 자구타파이, 필라르, 오르모크 및 레이테행            | 자구타파이, 필라르, 오르모크 및 레이테행                            |
| 또한 카위트와 같은 다른 곳에서는 펌프보트를 해변으로 그냥 끌어올린다. |                                                     |                                                                     |
| 등대 |                                                     |                                                                     |
| 섬 주변에는 세 개의 등대가 있다. |                                                     |                                                                     |
| ⛯ | LS 필라르                                           | 북위 10° 48′ 18″ 동경 124° 34′ 00″ / 북위 10.80500° 동경 124.56667° |
| ⛯ | LS 포로                                             | 북위 10° 37′ 48″ 동경 124° 24′ 40″ / 북위 10.63000° 동경 124.41111° |
| ⛯ | LS 툴랑                                             | 북위 10° 43′ 30″ 동경 124° 19′ 00″ / 북위 10.72500° 동경 124.31667° |
| 항공 |                                                     |                                                                     |
| ✈ | 비행장 – 산프란시스코 북부 푸블라시온               | 북위 10° 39′ 23″ 동경 124° 22′ 12″ / 북위 10.65639° 동경 124.37000° |
| 파시한섬에는 작은 흙으로 다져진 비행장이 있다. 길이는 약 1,450 미터 (4,760 ft)이며, 대략 남북으로 정렬되어 있다. 필리핀 민간 항공국(CAAP)에 의해 분류되지 않았으므로 공항 코드가 없지만, 2014년 2월 베니그노 아키노 3세 대통령의 방문 이후 확장된 관광을 위한 전제 조건으로 공항 개발 조사가 진행 중이다. 2015년 2월 기준 반타얀과 카모테스에 새 공항을 건설하는 초기 작업이 진행 중이라고 보고되었다. 초기 프로젝트 단계는 새 공항에 적합한 위치를 결정하는 것으로, 이는 섬의 완전히 다른 위치에 있을 수 있음을 의미한다. 그러나 이 섬들에는 도로가 거의 없고, 상태가 나쁘다. 유일한 교통수단은 나쁜(그리고 비싼) 오토바이, 삼륜차, 그리고 몇몇 멀티카뿐이다. 따라서 항공 연결보다 더 시급한 다른 문제들이 있다. 2017년 11월 중순부터 CAAP는 공항의 노후된 상태로 인해 반타얀 비행장 운영을 중단했다. 카모테스는 훨씬 더 심각하게 '중단'이 아닌 '폐쇄'되었다. |                                                     |                                                                     |

## 환경

### 기후
열대 몬순 기후 (쾨펜의 기후 구분 "Am" 유형)로, 연중 강수량이 비교적 고르게 분포하는 코로나스 기후 유형 IV이다.

### 생물군
1981년 대통령령 2152호에 따라 폰손, 포로, 파시한 섬은 맹그로브 습지림 보호 구역으로 지정되었다.
희귀하고 절멸위급종인 세부 시나몬 나무(Cinnamomum cebuense) 표본이 카모테스 제도에서 발견되었다.
야자나무는 이 섬들의 우점 식물이다. 또한 바나나, 망고, 파인애플을 포함한 수많은 토종 과일 품종이 있다.

## 역사

### 선사 시대
이 섬들의 초기 역사에 대해서는 거의 알려져 있지 않다. 20세기에는 여러 고고학 연구가 있었지만, 주요한 의미 있는 결과는 나오지 않았다.
초기 방문객 중 한 명은 칼 거시로, 그는 1923년부터 1925년까지 3년 동안 필리핀 전역의 여러 유적지를 조사하고 탐사한 미시간 대학교 탐험대를 이끌었다. 그는 툴랑의 한 동굴 유적지에서 고고학적 발굴을 수행했다. 섬 남동쪽 해안에 위치한 이 동굴은 약 3.7 by 2.7 미터 (12 by 9 피트) 크기이다. 거시는 이 동굴에 약 60명 정도의 개인의 뼈 조각과 치아가 포함되어 있다고 보고했다. 관련 부장품으로는 토기, 조개 팔찌, 청동 및 철기 유물(철 탕, 청동 끌, 철 날), 유리 및 돌 구슬, 망치돌 및 절굿공이가 포함되었다. 갈린 치아도 이 유적지에서 회수되었다.
오틀리 바이어(필리핀 "인류학의 아버지")는 카모테스를 "흥미로운 고고학적 발견의 바구니"라고 묘사했다고 알려져 있지만, 그는 직접 방문하지 않았다.
1970년대 초반, 주민들은 16세기까지 거슬러 올라가는 다양한 유물을 발굴했다. 포로의 에스페란사 지역에 있는 푸록 막탕의 발굴에서는 창, 단검, 검, 십자가, 철 펜던트, 그리고 화살촉에 꿰뚫린 두개골이 발견되었다. 해안가 시티오 막탕에 위치한 이 심하게 훼손되고 약탈된 유적지는 1990년대 초 UP 딜리만 대학의 바일렌과 카바닐라가 발굴했고, 2001년 버살레스와 USC가 탐사했다. 도자기와 토기 조각들이 표면에 흩어져 있었는데, 원래는 13세기 또는 14세기 CE의 매장지였을 것이다.
한 바랑가이에서 바일렌과 카바닐라는 원시인들이 살았던 것으로 추정되는 복합 동굴을 발견했다. 카바닐라는 지방 공무원들에게 유적지를 보존하고 프로젝트 제안이 승인될 때까지 기다려 달라고 요청했다. 그들은 발굴 작업을 수행하고 동굴에서 발견될 유물들을 그곳에 남겨두어, 그 장소를 학생, 고고학자 등을 유치할 수 있는 현장 박물관으로 바꿀 계획이었다.
몇 달 후, 카바닐라는 해외 기관으로부터 프로젝트 자금을 확보한 후 카모테스로 돌아왔다. 그러나 그는 놀랍고 실망스럽게도, 이전에 안전 보관에 대한 확언을 받았음에도 불구하고, 시장이 동굴에서 돌을 채굴하여 레이테의 소결 공장에 팔아버린 것을 발견했다. 단 하나의 동굴만 남아 있었지만, 카바닐라는 의욕을 잃고 마닐라로 돌아갔고, 그의 프로젝트는 좌초되었다.
그 때문에, 조사 중에 발굴된 유물을 위한 마을 박물관을 설립하려던 계획조차도 포기되었다.

### 스페인 정복자
이 섬들은 페르디난드 마젤란의 운명적인 항해에서 살아남은 안토니오 피가페타에 의해 처음 언급되었는데, 그들은 1521년 4월 첫째 주에 세부로 가기 전 며칠 동안 이 섬들에서 대기했다: 
De mazaua agatighan sonno vinti leghe partendone de gatighan al ponente il re de mazaua no ne puote seguir por che lo espectassemo circa tres ysolle cioe polo ticobon et pozon.
마자와에서 가티한까지는 20 레구아 거리이다. 우리는 가티한에서 서쪽으로 출발했지만, 왕이 우리를 [밀접하게] 따라올 수 없었으므로 우리는 폴로, 티코본, 포손이라는 세 섬 근처에서 그를 기다렸다.

1582년에 미겔 데 로아르카는 다음과 같이 썼다:
ysla de camotes. Por la pte del leste de la ysla de çubu esten dos ysletas pequeñas qe ternan de box cada vna çinco leguas que llaman ysletas de camotes ternan entrambas como treçientos yndios son proprios de la çiudad de çubu es gte pobre aunqe tienen alguna çera, y muçho Pescado son las poblaçones pequeñas de siete y a ocho casas estan apartadas de la ysla de çubu como tres leguas y siete de la çiudad—
'카모테스 섬'. 세부 섬 동쪽에는 각각 둘레가 약 5 레구아인 작은 섬 두 개가 있다. 이 섬들은 카모테스 섬이라고 불린다. 두 섬에는 약 300명의 인디언이 살고 있으며, 세부 시의 관할 아래에 있다. 그 사람들은 가난하지만, 약간의 밀랍과 많은 양의 생선을 가지고 있다. 마을은 작아서 각각 7-8채의 집으로만 구성되어 있다. 이 섬들은 세부 섬에서 약 3 레구아, 세부 시에서 7 레구아 떨어져 있다.

그는 또한 다음과 같이 썼다:
"todos son de vna manera tienen tambien gallinas y puercos y algunas cabras frisoles y vnas Rayçes como batatas de sancto domingo qe llaman camotes
모두 닭, 돼지, 약간의 염소, 콩, 그리고 산토 도밍고의 감자와 닮은 뿌리채소를 가지고 있는데, 현지인들은 이를 카모테스라고 부른다." 이 언급은 그 자체로 "카모테"가 나우아틀어(멕시코 원주민 언어)로 "고구마"를 의미하는 단어의 히스패닉화된 형태라는 점에서 주목할 만하며, 이는 이전에 멕시코에서 온 스페인 선박의 방문을 나타낸다.
카모테스 제도는 미국 통치 기간 동안 세부주로 편입되기 전에는 레이테주에 속해 있었다.

### 현대
1942년 일본군이 카모테스 제도를 점령했다. 1945년 일본군은 필라르의 주민 거의 전체를 학살했고, 이는 전후 전쟁범죄 재판으로 이어졌다. 섬의 해방은 필리핀과 미군이 상륙하여 남은 일본군과 카모테스 제도 전투를 벌인 학살 직후에 일어났다.

## 경제
카모테스 제도의 주요 산업은 농업(옥수수, 쌀, 돼지, 닭, 소 포함), 어업 및 관광이다.
내국인 및 해외 방문객을 위한 약 22개의 관광 리조트가 있으며, 많은 공공 및 사설 해변이 있다.
또한 카모테스 제도에서는 부호 바위, 그린레이크 공원, 칼바료 산(Mt. Calvary), 다나오 호수, 그리고 파시한(산프란시스코)에서 포로로 가는 길을 따라 펼쳐진 광대한 맹그로브 습지와 같은 관광 명소를 찾을 수 있다. 부킬라트 동굴, 티무보 동굴, 과달루페 동굴과 같이 민물 지하 호수가 있는 많은 동굴이 있다. 또한 포로와 투델라에 각각 하나씩 두 개의 폭포가 있다. 일부 리조트에서는 다이빙과 스노클링을 즐길 수 있다.
주요 고용주는 CELCO(카모테스 전력 협동조합), 카모테스 힐사이드 아카데미 및 키노시타 진주 양식장이다. 작은 병원이 있다. 섬 최초의 쇼핑몰인 피에스타 몰은 2015년에 개장했다. 콘도와 통합된 새로운 카지노 리조트가 2016년 12월에 개장할 예정이다. 관광은 백사장 해변, 안전하고 깨끗한 환경에 중점을 둔 섬의 미래를 위한 핵심 경제 발전이다.
섬에는 세부 기술 대학교(CTU - 카모테스)와 모리아 산 대학(Mount Moriah College) 두 개의 대학이 있다.

## 주해
1. ↑  아마도 제임스 힐턴의 1933년 소설 《잃어버린 지평선》에 대한 나쁜 지리적 암시일 것이다. 이 소설의 주요 배경은 사람들이 늙지 않는 땅인 샹그릴라였다.
2. ↑  칼 거시는 필리핀 전역의 485개 유적지를 탐사했는데, 이는 120개의 동굴, 134개의 매장지, 231개의 무덤으로 구성되어 있으며, 현재 미시간 대학교에 보관된 재고 보고서에 담겨 있다.
3. 1 2  1525년경으로 거슬러 올라가는 이 원고는 페르디난드 마젤란의 1519-22년 세계 일주 항해를 상세히 기록한다. 이 작품은 1490년경 이탈리아 비첸차에서 태어나 마젤란과 함께 항해에 참여한 베네치아 학자 안토니오 피가페타에게 귀속된다. 피가페타는 상세한 일지를 작성했지만, 원본은 사라졌다. 그러나 1522년에서 1525년 사이에 피가페타가 작성한 항해 기록은 이탈리아어 1개, 프랑스어 3개의 4가지 원고 형태로 남아 있다. 이 프랑스어 버전은 예일 대학교 도서관 소장품으로, 현존하는 4개의 원고 중 가장 완전하고 아름답게 제작되었다. 여기에는 23개의 아름답게 그려지고 삽화가 그려진 지도가 포함되어 있다. 피가페타의 작품은 항해 자체에 대한 정보원으로서 중요할 뿐만 아니라, 필리핀 사람들과 언어에 대한 초기 서구의 묘사도 포함하고 있다. 마젤란과 함께 출발한 약 240명의 남자 중, 피가페타는 스페인으로 돌아온 단 18명 중 한 명이었다. 마젤란 자신은 1521년 4월 27일 막탄섬 전투에서 사망했으며, 피가페타는 이 작품에서 이를 목격하고 기록했다.[13]
4. 1 2  레구아(legua)는 잘 정의되지 않았지만, 약 4 해리 (4.6 마일; 7.4 킬로미터) ± 5% 정도였다.
5. ↑  쇼핑몰이 2014년 10월에 개장했다는 미확인 보고.[18]